# Argyrosomus beccus
Argyrosomus beccus és una espècie de peix de la família dels esciènids i de l'ordre dels perciformes.

## Morfologia
- Els mascles poden assolir 23 cm de longitud total.[4]

## Hàbitat
És un peix marí, de clima subtropical i bentopelàgic.

## Distribució geogràfica
Es troba a Sud-àfrica.

## Observacions
És inofensiu per als humans.